# Kabinett Haseloff II
Das Kabinett Haseloff II bildete von 2016 bis 2021 die Landesregierung von Sachsen-Anhalt. Das Kabinett wurde getragen von den Landtagsfraktionen der CDU, der SPD und Bündnis 90/Die Grünen. Damit waren zum ersten Mal seit der Wiederherstellung des Landes Sachsen-Anhalt im Jahr 1990 drei Parteien aktiv an der Landesregierung beteiligt.

## Landtagswahl und Regierungsbildung
Bei der Wahl zum 7. Landtag von Sachsen-Anhalt am 13. März 2016 verlor das Regierungsbündnis aus CDU und SPD seine Mehrheit im Parlament, sodass die beiden seit 2006 in einer Koalition zusammenarbeitenden Partner auf die Mitwirkung einer dritten Partei angewiesen waren.
Nach mehrwöchigen Verhandlungen wurde eine schwarz-rot-grüne Koalition gebildet, die in der Öffentlichkeit nach den Farben der beteiligten Parteien auch „Kenia-Koalition“ genannt wird. Am 24. April 2016 unterzeichneten die Vorsitzenden der Landesverbände von CDU, SPD und Bündnis 90/Die Grünen den Zukunftschancen für Sachsen-Anhalt – verlässlich, gerecht und nachhaltig betitelten Koalitionsvertrag. Zusammen verfügten die Regierungsfraktionen über 46 Mandate im Landtag von Sachsen-Anhalt gegenüber 41 Mandaten der Oppositionsfraktionen AfD und Die Linke.
In der 2. Sitzung des Landtags von Sachsen-Anhalt am 25. April 2016 wählten die Abgeordneten den seit 2011 amtierenden Regierungschef Reiner Haseloff (CDU) erneut zum Ministerpräsidenten. Seine Wahl war erst im zweiten Wahlgang erfolgreich: Im ersten Wahlgang entfielen bei 41 Ja-Stimmen auch 45 Gegenstimmen und eine Enthaltung auf den Wahlvorschlag. Im zweiten Wahlgang wurde die – nach der Verfassung des Landes Sachsen-Anhalt bei 44 Stimmen liegende – erforderliche Zustimmung mit 47 Stimmen (bei 34 Gegenstimmen, drei Enthaltungen und drei ungültigen Stimmen) erreicht. Diesmal stimmte sogar mindestens ein Mitglied der Opposition für den Wahlvorschlag der Regierungsparteien. Im Anschluss wurden die vom Ministerpräsidenten ernannten neun weiteren Mitglieder der Landesregierung vor dem Landtag vereidigt.
Ab der konstituierenden Sitzung des 8. Landtags am 6. Juli 2021 bis zur Amtsübernahme des neuen, ebenfalls von Reiner Haseloff geführten Kabinetts (Kabinett Haseloff III) am 16. September 2021 war die Landesregierung geschäftsführend im Amt.

## Abstimmung im Landtag von Sachsen-Anhalt
| Wahlgang                                                                                    | Kandidat          | Kandidat              | Stimmen    | Stimmenzahl | Anteil | Koalitionspartei(en) | Koalitionspartei(en) | Koalitionspartei(en) | Koalitionspartei(en) |
| ------------------------------------------------------------------------------------------- | ----------------- | --------------------- | ---------- | ----------- | ------ | -------------------- | -------------------- | -------------------- | -------------------- |
| 1. Wahlgang                                                                                 |                   | Reiner Haseloff (CDU) | Ja-Stimmen | 41          | 47,1 % |                      |                      |                      | CDU, SPD, Grüne      |
| 1. Wahlgang                                                                                 | Nein-Stimmen      | Reiner Haseloff (CDU) | 45         | 51,7 %      |        |                      |                      |                      | CDU, SPD, Grüne      |
| 1. Wahlgang                                                                                 | Enthaltungen      | Reiner Haseloff (CDU) | 1          | 1,1 %       |        |                      |                      |                      | CDU, SPD, Grüne      |
| 1. Wahlgang                                                                                 | Ungültige Stimmen | Reiner Haseloff (CDU) | 0          | 0,0 %       |        |                      |                      |                      | CDU, SPD, Grüne      |
| 1. Wahlgang                                                                                 | Nichtteilnahme    | Reiner Haseloff (CDU) | 0          | 0,0 %       |        |                      |                      |                      | CDU, SPD, Grüne      |
| 2. Wahlgang                                                                                 | Ja-Stimmen        | Reiner Haseloff (CDU) | 47         | 54,0 %      |        |                      |                      |                      | CDU, SPD, Grüne      |
| 2. Wahlgang                                                                                 | Nein-Stimmen      | Reiner Haseloff (CDU) | 34         | 39,1 %      |        |                      |                      |                      | CDU, SPD, Grüne      |
| 2. Wahlgang                                                                                 | Enthaltungen      | Reiner Haseloff (CDU) | 3          | 3,4 %       |        |                      |                      |                      | CDU, SPD, Grüne      |
| 2. Wahlgang                                                                                 | Ungültige Stimmen | Reiner Haseloff (CDU) | 3          | 3,4 %       |        |                      |                      |                      | CDU, SPD, Grüne      |
| 2. Wahlgang                                                                                 | Nichtteilnahme    | Reiner Haseloff (CDU) | 0          | 0,0 %       |        |                      |                      |                      | CDU, SPD, Grüne      |
| Damit wurde Reiner Haseloff wieder zum Ministerpräsident des Landes Sachsen-Anhalt gewählt. |                   |                       |            |             |        |                      |                      |                      |                      |

## Mitglieder der Landesregierung
| Amt | Bild                                                                        | Name                                      | Partei | Partei                |
| --- | --------------------------------------------------------------------------- | ----------------------------------------- | ------ | --------------------- |
| Ministerpräsident                                                                                      |                                                                             | Reiner Haseloff                           |        | CDU                   |
| Erste Stellvertreterin des Ministerpräsidenten                                                         |                                                                             | Petra Grimm-Benne                         |        | SPD                   |
| Ministerin für Arbeit, Soziales und Integration                                                        |                                                                             | Petra Grimm-Benne                         |        | SPD                   |
| Zweite Stellvertreterin des Ministerpräsidenten                                                        |                                                                             | Claudia Dalbert                           |        | Bündnis 90/Die Grünen |
| Ministerin für Umwelt, Landwirtschaft und Energie                                                      |                                                                             | Claudia Dalbert                           |        | Bündnis 90/Die Grünen |
| Staatsminister 1 und Chef der Staatskanzlei; ab 24. Mai 2016: Staatskanzlei und Ministerium für Kultur |                                                                             | Rainer Robra                              |        | CDU                   |
| Minister für Inneres und Sport                                                                         |                                                                             | Holger Stahlknecht (bis 4. Dezember 2020) |        | CDU                   |
| Minister für Inneres und Sport                                                                         | Michael Richter (ab 8. Dezember 2020)                                       |                                           |        | CDU                   |
| Minister(in) für Justiz und Gleichstellung                                                             |                                                                             | Anne-Marie Keding (bis 6. Juli 2021)      |        | CDU                   |
| Minister(in) für Justiz und Gleichstellung                                                             | Rainer Robra (ab 6. Juli 2021 mit der Wahrnehmung der Geschäfte beauftragt) |                                           |        | CDU                   |
| Minister der Finanzen                                                                                  |                                                                             | André Schröder (bis 20. Juni 2019)        |        | CDU                   |
| Minister der Finanzen                                                                                  | Michael Richter (ab 20. Juni 2019)                                          |                                           |        | CDU                   |
| Minister für Bildung                                                                                   |                                                                             | Marco Tullner                             |        | CDU                   |
| Minister für Wirtschaft, Wissenschaft und Digitalisierung                                              |                                                                             | Jörg Felgner (bis 16. November 2016)      |        | SPD                   |
| Minister für Wirtschaft, Wissenschaft und Digitalisierung                                              | Armin Willingmann (ab 16. November 2016)                                    |                                           |        | SPD                   |
| Minister für Landesentwicklung und Verkehr                                                             |                                                                             | Thomas Webel                              |        | CDU                   |

Bereits am 16. November 2016 trat Wirtschaftsminister Jörg Felgner zurück. Ihm wurde vorgeworfen, noch in seiner Funktion als Staatssekretär am Abschluss von Beraterverträgen beteiligt gewesen zu sein, die dem Landtag nicht vorgelegten wurden. Ihm folgte Armin Willingmann nach, der bis dahin als Staatssekretär im Wirtschaftsministerium amtiert hatte.
Nachdem die CDU-Landtagsfraktion Finanzminister André Schröder im Juni 2019 das Vertrauen entzogen hatte, trat dieser von seinem Amt zurück. Der bisherige Staatssekretär im Finanzministerium Michael Richter stieg zum Minister auf.
Bundesweit Aufsehen erregte die Landesregierung im Jahr 2020 aufgrund koalitionsinterner Diskussionen über die Erhöhung der Rundfunkbeiträge. SPD und Grüne befürworteten diese ebenso wie Ministerpräsident Reiner Haseloff, während weite Teile der CDU-Fraktion sie ablehnten. Weil Innenminister und CDU-Chef Holger Stahlknecht in einem Interview mit der Volksstimme einen möglichen Bruch der Koalition und eine CDU-Minderheitsregierung in den Raum stellte, ohne dies mit Haseloff abgesprochen zu haben, entließ dieser ihn am 4. Dezember 2020. Als sein Nachfolger leitete bis zur Landtagswahl 2021 Michael Richter zusätzlich auch das Innenressort. Haseloff zog die Regierungsvorlage zur Beitragserhöhung zurück, um zu verhindern, dass die CDU- und die AfD-Fraktion gemeinsam gegen die Erhöhung stimmen. Durch die Blockade Sachsen-Anhalts stieg der Rundfunkbeitrag zum Jahreswechsel 2020/21 nicht an.

## Ministerien und Staatssekretäre
Die Staatssekretäre sind die ranghöchsten Beamten des Landes Sachsen-Anhalt. Sie fungieren als Amtschefs der Ministerien, ständige Vertreter der Minister oder übernehmen – wie der Bevollmächtigte des Landes Sachsen-Anhalt beim Bund oder der Staatssekretär für Kultur – Sonderaufgaben.
| Staatskanzlei und Ministerien                                                               | Staatssekretäre |
| ------------------------------------------------------------------------------------------- | --- |
| Staatskanzlei (bis 23. Mai 2016) Staatskanzlei und Ministerium für Kultur (ab 24. Mai 2016) | Michael Schneider Staatssekretär für Bundes- und Europaangelegenheiten und Bevollmächtigter des Landes Sachsen-Anhalt beim Bund Gunnar Schellenberger (1. Juni 2016 bis 6. Juli 2021) Staatssekretär für Kultur |
| Ministerium für Inneres und Sport                                                           | Tamara Zieschang (bis 9. Dezember 2019) Anne Poggemann (ab 16. Januar 2020) |
| Ministerium für Justiz und Gleichstellung                                                   | Hubert Böning (bis 18. Juni 2020) Josef Molkenbur (ab 19. Juni 2020) |
| Ministerium der Finanzen                                                                    | Klaus Klang Michael Richter (bis 20. Juni 2019) Rüdiger Malter (ab 4. Juli 2019) Amtschef und Beauftragter der Landesregierung für Informations- und Kommunikationstechnologie (CIO)                            |
| Ministerium für Arbeit, Soziales und Integration                                            | Beate Bröcker Amtschefin Susi Möbbeck Integrationsbeauftragte |
| Ministerium für Bildung                                                                     | Edwina Koch-Kupfer (bis 18. Januar 2018) Eva Feußner (ab 12. Februar 2018) |
| Ministerium für Wirtschaft, Wissenschaft und Digitalisierung                                | Armin Willingmann (bis 16. November 2016) Jürgen Ude (ab 1. Januar 2017) Thomas Wünsch Amtschef |
| Ministerium für Umwelt, Landwirtschaft und Energie                                          | Klaus Rehda Amtschef Ralf-Peter Weber |
| Ministerium für Landesentwicklung und Verkehr                                               | Sebastian Putz |